# Aeroportul North Perry
Aeroportul North Perry (IATA: HWO, ICAO: KHWO, FAA LID: HWO) este un aeroport din Florida, Statele Unite ale Americii ce deservește zona Hollywood⁠(d).
Situat la o altitudine de 2 m, aeroportul dispune de 4 piste.

## Infrastructură

### Piste
Aeroportul dispune de 4 piste: 
- pista 01L/19R din asfalt, cu dimensiunile 3.350 picioare × 100 picioare
- pista 01R/19L din asfalt, cu dimensiunile 3.260 picioare × 100 picioare
- pista 10L/28R din asfalt, cu dimensiunile 3.240 picioare × 100 picioare
- pista 10R/28L din asfalt, cu dimensiunile 3.255 picioare × 100 picioare